# 꽃시계 (고베시)

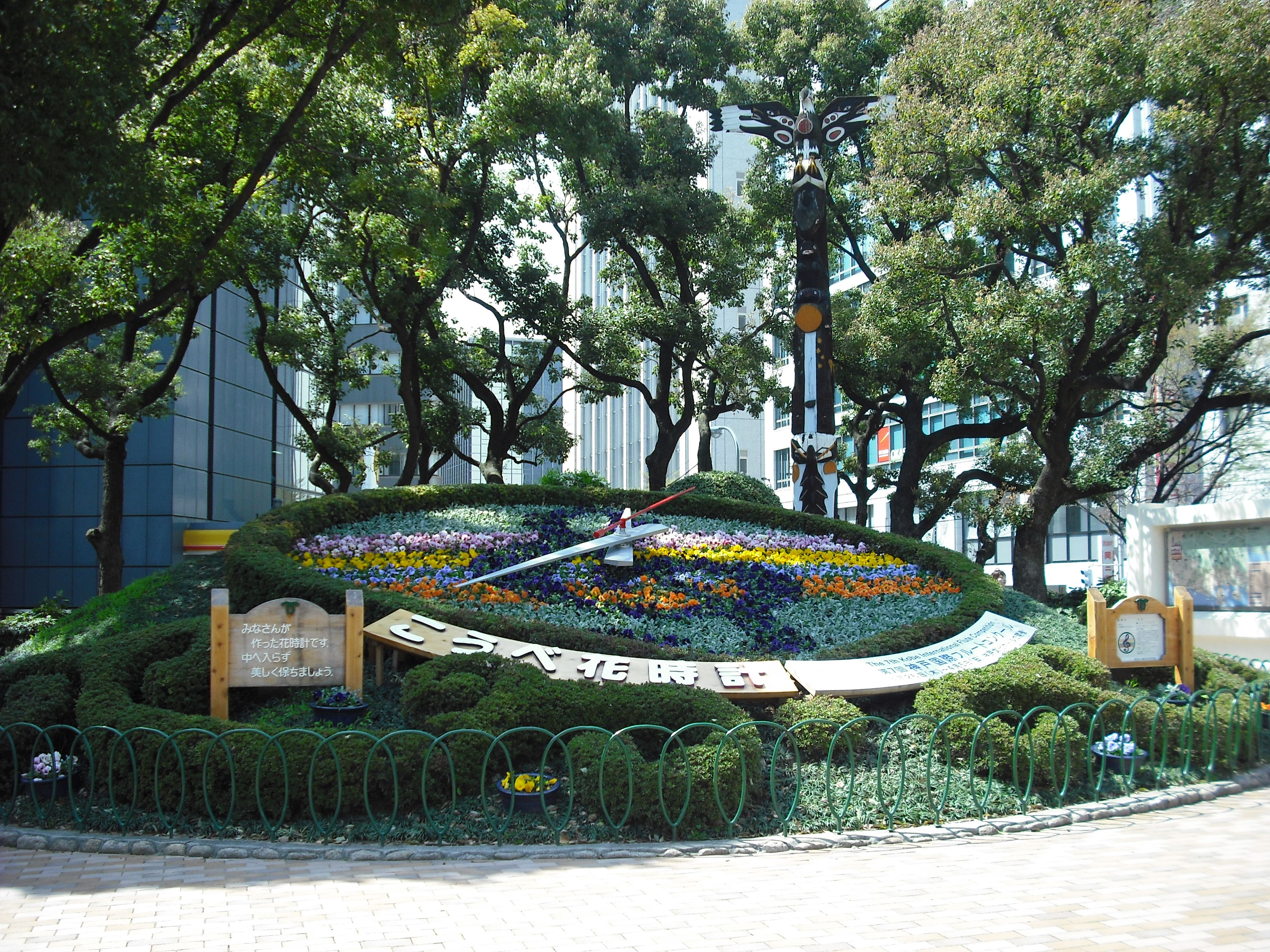
꽃시계

꽃시계(일본어: 花時計 하나토케[*])는 일본 효고현 고베시 주오구에 소재하는 고베 시역소 북쪽에 설치되어 있는 꽃시계이다. 이 꽃시계는 일본에서 처음 설치된 꽃시계로 알려져 있다.